# Die Irrwege des Oliver Essex
Die Irrwege des Oliver Essex (Originaltitel My Son, My Son!), auch: Geliebte Söhne, ist eine US-amerikanische Literaturverfilmung des Regisseurs Charles Vidor aus dem Jahr 1940. Die Filmhandlung basiert auf Howard Springs 1938 in New York veröffentlichtem Erfolgsroman My Son, My Son, dessen ursprünglicher Titel O Absalom war.
Der Film thematisiert die bedingungslose Liebe eines Vaters zu seinem Sohn, die sich ins Gegenteil dessen verkehrt, was er wollte.

## Handlung
Im Jahr 1893, am Vorabend der Hochzeit seines Freundes Dermot O’Riordan, gibt sich der Schriftsteller William Essex selbst ein Versprechen. Er schwört, dass er es schaffen wird, die Slums in Manchester hinter sich zu lassen und seinen zukünftigen Kindern einen besseren Start ins Leben zu ermöglichen, als er ihn hatte. William entschließt sich, Nellie, die Tochter eines erfolgreichen Bäckers, zu heiraten. Dass er die junge Frau nicht wirklich liebt, versucht er damit auszugleichen, dass ihr mit Achtung begegnet und sich einredet, dass auch sie von dieser Verbindung profitiere. Leider versteht seine tiefgläubige und etwas prüde Frau sich so gar nicht mit Dermot und dessen Frau Sheila, die mit ihrem ersten Kind schwanger ist, ebenso wie Nellie. Zur etwa selben Zeit werden den Freunden die Söhne Rory und Oliver geboren. 
Als William dann tatsächlich nicht nur mit seinem ersten Roman, sondern auch mit den nachfolgenden Erfolg hat, kann er sich ein Sommerhaus an der Küste Cornwalls leisten. Auch Dermot, sein Freund seit frühester Kindheit, hat es zum erfolgreichen Möbelschreiner und beachtlichem Wohlstand gebracht. William beginnt nun seinen Sohn Oliver gemäß seinem sich selbst gegebenen Versprechen über Gebühr zu verwöhnen, woran auch Nellie, die das mit Sorge sieht, nichts ändern kann. Dermot hingegen überträgt auf seinen Sohn Rory seine Liebe zu Irland, was ihn zum Patrioten macht, der später für sein Vaterland kämpfen will. Während ihrer Kindheit sind die beiden Jungen die besten Freunde, als sie älter werden, bringt ihre sehr unterschiedliche Erziehung sie jedoch immer weiter auseinander. Rory entwickelt sich zu einem ernsten jungen Mann, der Verantwortung übernimmt, Oliver hingegen, dem von seinem Vater immer jede Schwierigkeit aus dem Weg geräumt wurde, sucht seinen Platz im Leben. 
Nachdem Olivers Mutter Nellie an den Folgen eines Unfalls verstirbt, wird auch der Kontakt zwischen Vater und Sohn zunehmend schwieriger. Als beide sich dann auch noch in die Künstlerin Livia Vaynol verlieben, kommt es zum Bruch. Als der Zweite Weltkrieg ausbricht, werden sowohl Oliver als auch Rory eingezogen und nach Übersee geschickt. Verzweifelt versucht William, seinen Sohn vor dessen Abfahrt nach London noch zu erreichen, kommt aber zu spät und kann nur Rory verabschieden. In derselben Nacht erfährt er, dass Maeve, Rorys Schwester, schwanger von seinem Sohn Oliver ist. Als William ihr Hilfe anbietet, lehnt sie ab. Kurz darauf begeht sie Selbstmord. 
Auch William zieht etwas später in den Krieg, und zwar als Kriegsberichterstatter. Als er dann auf seinen Sohn trifft und mit ihm sprechen will, weigert dieser sich hartnäckig. Als Rory, der Fronturlaub hatte, zurückkehrt, konfrontiert er Oliver mit Maeves Tod. Der Freund lehnt jedoch jede Verantwortung ab; Rory ist kurz davor auf Oliver zu schießen. Bevor die Männer am nächsten Tag ausrücken und Oliver seinem Vater begegnet, kommt es zu einer Umarmung zwischen beiden. Kurz darauf wird der junge Mann im Kampf getötet. 
Postum wird Oliver das Victoria-Kreuz verliehen. Von Rory erfährt der leidgeprüfte Vater, dass Oliver in der Nacht, bevor er starb, zu ihm gesagt hatte, dass er alles tun würde, um ihn, seinen Vater, stolz zu machen.

## Produktion und Hintergrund
Laut einer Nachricht in der Fachzeitschrift der Filmindustrie Hollywood Reporter soll der Produzent Edward Small Kopien folgenden Prologs an diverse Kritiker geschickt und auf William Faulkners im Jahr 1936 erschienenen Roman Absalom, Absalom! verwiesen haben: Und der König war bewegt und ging bis zu der Kammer über dem Tor und weinte … Oh, mein Sohn Absalom … Bei Gott, ich wäre für dich gestorben, oh Absalom, mein Sohn. Er habe sich davon Meinungen versprochen, von denen der Film profitieren könnte.
Die Dreharbeiten erstreckten sich von Ende November 1939 bis in den späten Februar 1940 hinein. 
Der Film lief in den USA am 22. März 1940 an. In der Bundesrepublik Deutschland hatte der Film eine Länge von 89 Minuten und wurde erstmals am 6. April 1951 aufgeführt. Der Verweis- bzw. Alternativtitel für Die Irrwege des Oliver Essex war Geliebte Söhne.
Brian Aherne, Madeleine Carroll und Louis Hayward sprachen ihre Rollenfiguren aus dem Film für eine Sendung im März 1940 für die Radioshow des Lux-Radio-Theatre neu ein.
Das Filmende weicht vom Roman ab, dort fällt Oliver nicht auf dem Schlachtfeld des Krieges, sondern endet am Galgen.

## Kritik
Bosley Crowther urteilte in der New York Times, dass bei einer solch umfangreich erzählten Geschichte, die Zuschauer die emotionalen Momente zwar berühren würden, aber der Nachteil sei, dass es auch zu viele langweilige und offensichtliche Passagen gebe. Und bei einem Film in dieser Länge, dürfe man etwas mehr erwarten, als rein persönliche Geschichten. Zur Leistung von Brian Aherne als Vater, führte Crowther aus, dass er einen sturen, verwirrten und fast rührend-naiven Idealisten in der Viktorianischen Zeit gebe, man könne durchaus tief mit ihm mitfühlen, aber gelegentlich auch ungeduldig werden. Louis Hayward zeige den Sohn als charmanten Schuft, aber auch als verhassten Betrüger. Madeleine Carroll spiele die junge Künstlerin Livia mit Wärme, Anmut und Würde. Auch die Leistungen von Henry Hull, Laraine Day und Josephine Hutchinson wurden gelobt.
Das Lexikon des Internationalen Films war der Meinung, dass es sich um einen „rührseligen Familienfilm ohne künstlerische Linie“ handele.

## Auszeichnungen
Auf der Oscarverleihung 1941 war John DuCasse Schulze für das „Beste Szenenbild in einem Schwarzweißfilm“ nominiert. Der Oscar ging an Cedric Gibbons und Paul Groesse für die Jane-Austen-Verfilmung Stolz und Vorurteil.